# Малинов, Алексей Валерьевич
Алексе́й Вале́рьевич Ма́линов (род. 13 октября 1969, Бокситогорск) — российский философ

, историк русской философии, доктор философских наук, профессор Санкт-Петербургского государственного университета.

## Биография
Родился в г. Бокситогорске. Правнучатый племянник священномученика схиепископа Макария (Васильева) (1871—1944). Окончил среднюю школу в г. Тихвине. В 1996 г. окончил философский факультет Санкт-Петербургского государственного университета (кафедра онтологии и теории познания), в 1999 г. — аспирантуру по кафедре истории русской философии там же с защитой кандидатской диссертации. В 1995—1999 гг. участвовал в деятельности философско-культурологического исследовательского центра «Эйдос».
С 1998 по 2025 г. преподавал на кафедре истории русской философии Санкт-Петербургского университета: ассистент, старший преподаватель (с 2000 г.), доцент (с 2006 г.), профессор (с 2010 г.).
В 1999 г. вместе с Б. Г. Соколовым создал (и до 2001 г. возглавлял) Издательство Санкт-Петербургского философского общества.
В 2002—2018 г. преподавал также в Санкт-Петербургском государственном политехническом университете.
В 2020—2024 г. — профессор кафедры философской антропологии и истории философии Российского государственного педагогического университета им. А.И. Герцена.
2016—2019 г. руководитель Междисциплинарного центра исследований европейской общественной мысли Социологического института — филиал ФНИСЦ РАН. Ведущий научный сотрудник СИ РАН — филиал ФНИСЦ РАН. С 2019 г. — ведущий научный сотрудник сектора истории российской социологии СИ РАН — филиал ФНИСЦ РАН.
C 2025 г. — профессор кафедры философии НИУ Высшая школа экономики — Санкт-Петербург.
В 2006 г. защитил докторскую диссертацию по истории философии.
Главный редактор журнала «Философский полилог: Журнал международного центра изучения русской философии»
Заместитель главного редактора журнала «Мысль. Журнал Петербургского философского общества» (2010—2017)
Член редколлегии «Вече. Журнал русской философии и культуры»
Член редколлегии «Философические письма. Русско-европейский диалог»
Член редколлегии «Метафизические исследования» (1997—2001)
Член редколлегии журнала «Отечественная философия»

## Научная деятельность
Основные темы исследований: история русской философии XVIII века, философия истории в России, философия и идеология областничества, алтаеведение.
В философии истории в России выделяет два направления: историософское и теоретико-методологическое (или научное) — второму и посвящены основные работы. Так, в русской историографии XVIII в. просматривает влияние философского рационализма и теории естественного права на становление истории как науки. Этот же процесс прослеживает на материале русской историографии второй половины XIX — начала XX в., отмечая влияние философии позитивизма и неокантианства на разработку теоретических и методологических проблем исторической науки. К этим исследованиям примыкают работы по истории позднего славянофильства (К. Н. Бестужев-Рюмин, В. И. Ламанский, О. Ф. Миллер).
В последние годы активно изучает идеологию и философию сибирского областничества, занимается алтаеведением.
Автор статей в сборниках «Вече. Альманах русской философии и культуры», «Метафизические исследования», «Социология истории Николая Кареева», «Общечеловеческое и национальное в философии», «Минувшее и непреходящее в жизни и творчестве В. С. Соловьёва»; в Журнале социологии и социальной антропологии.

### Избранные труды
- Малинов А. В. Академическая философия истории в России : (вторая половина XIX — начало XX века) : Автореф. дис. … д-ра филос. наук. — СПб., 2006. — 45 с. — 100 экз.
- Малинов А. В. К. Н. Бестужев-Рюмин: очерк теоретико-исторических и философских взглядов. — СПб.: Издательство Санкт-Петегбургского университета, 2005. — 213 с. — 500 экз. — ISBN 5-288-03812-0.
- Малинов А. В. Павел Гаврилович Виноградов : социально-историческая и методологическая концепция. — СПб.: Нестор, 2005. — 213 с. — (История в Политехническом университете ; вып. 3). — 500 экз. — ISBN 5-303-002-18-7.
- Малинов А. В. Проблемы философии истории в русской просветительской идеологии XVIII в. : Автореф. дис. … канд. филос. наук. — СПб., 1999. — 16 с.
- Малинов А. В. Теоретико-методологические искания в русской исторической и философской мысли второй половины XIX — начала XX в. : пособие к лекциям. — СПб.: Интерсоцис, 2009. — 335 с. — 450 экз. — ISBN 978-5-94348-046-1.
- Малинов А. В. Философские взгляды Григория Сковороды. — СПб.: ФКИЦ «Эйдос», 1998. — 124 с. — 400 экз. — ISBN 5-88607-009-5.
- Малинов А. В. Философия истории в России : Конспект университет. спецкурса. — СПб.: Лет. сад, 2001. — 189 с. — (Российская гуманитарная библиотека). — 350 экз. — ISBN 5-89740-078-4.
- Малинов А. В. Философия истории в России XVIII века. — СПб.: Лет. сад, 2003. — 237 с. — 600 экз. — ISBN 5-89740-094-6.
- Малинов А. В., Погодин С. Н. Александр Лаппо-Данилевский: историк и философ. — СПб.: Искусство-СПб, 2001. — 283 с. — (Теория культуры: история). — 2000 экз. — ISBN 5-210-01552-1.
- Малинов А. В., Погодин С. Н. Владимир Иванович Герье. — СПб.: Издательство Русской христианской гуманитарной академии, 2010. — 399 с. — 500 экз. — ISBN 978-5-88812-417-8.
- Малинов А. В. Предрассмертные прогулки. - СПб. : Алетейя, 2000. - 126, [1] с.; 17 см. - (Лаборатория метафизических исследований).; ISBN 5-89329-207-3.
- Малинов А. В. Историко-философские этюды. — СПб.: Санкт-Петербургское философское общество, 2007. — 336 с. ISBN 5-93597-069-4
- Малинов А. В. Философия и идеология областничества. — СПб.: Интерсоцис, 2012. — 128 с. ISBN 978-5-94348-069-0
- Малинов А. В. История русской философии. XVIII век. СПб.: Интерсоцис, 2012. — 142 с. ISBN 978-5-94348-070-6
- Малинов А. В. Русская философия: исследования, история, историография. — СПб.: Издательство Политехн. университета, 2013. — 208 с. ISBN 978-5-7422-3891-1
- Малинов А. В. Очерки по философии истории в России в 2 т. Т. 1. — СПб.: Интерсоцис, 2013. — 494 с. ISBN 978-5-94348-071-3
- Малинов А. В. Очерки по философии истории в России в 2 т. Т. 2. — СПб.: Интерсоцис, 2013. — 448 с. ISBN 978-5-94348-072-0
- Малинов А. В. Философия и методология истории в России. — СПб.: Интерсоцис, 2015. — 380 с. ISBN 978-5-94348-075-1
- Малинов А. В. Социологическое наследие А. С. Лаппо-Данилевского: исследования и материалы. — СПб.: РХГА, 2017. — 336 с. ISBN 978-5-88812-824-4
- Малинов А. В. Исследования и статьи по русской философии. СПб.: РХГА, 2020. — 608 с. ISBN 978-5-88812-985-2
- Куприянов В. А., Малинов А. В. Академик В. И. Ламанский. Материалы к биографии и научной деятельности. СПб.: ДМИТРИЙ БУЛАНИН, 2020. — 560 с. ISBN 978-5-86007-945-8

Редактор, составитель:
Размышления о хаосе. СПб.: ФКИЦ «Эйдос», 1997. — 268 с. ISBN 5-88607-005-2
Культурология как она есть и как ей быть. СПб.: ФКИЦ «Эйдос», 1997. — 402 с. ISBN 5-88607-007-9
Запад или человечество? Историософия балканского конфликта. СПб.: Санкт-Петербургское философское общество, «Алетейя» (СПб), 2000. — 161 с. ISBN 5-93597-004-X
Историческая наука и методология истории в России XX в.: К 140-летию академика А. С. Лаппо-Данилевского. Санкт-Петербургские чтения по теории, методологии и философии истории. Выпуск I. СПб.: Издательство «Северная Звезда», 2003. — 413 с. ISBN 5-901-954-09-X
Фигуры истории или «общие места» историографии. Вторые Санкт-Петербургские чтения по теории, методологии и философии истории. СПб.: Издательство «Северная звезда», 2005. — 456 с. ISBN 5-901-954-26-2
Национальные образы прошлого. Этническая доминанта в историографии и философии истории. Третьи Санкт-Петербургские чтения по теории, методологии и философии истории. СПб.: Издательство «Северная звезда», 2008. — 356 с. ISBN 978-5-288-04710-7
Культура и традиции коренных народов Северного Алтая. СПб.: Издательский дом Санкт-Петербургского государственного университета, 2008. — 400 c. ISBN 978-5-288-04669-8
Философия. Язык. Культура: Сборник Николаю Ивановичу Безлепкину к 60-летию со дня рождения и 30-летию научно-педагогической деятельности. СПб.: Изд. С.-Петерб. академии управления и экономики, 2010. — 166 с. ISBN 978-5-94047-163-9
Областническая тенденция в русской философской и общественной мысли: К 150-летию сибирского областничества. СПб.: Издательский дом Санкт-Петербургского государственного университета, 2010. — 186 с. ISBN 978-5-288-05120-3
Философско-идеологический дискурс народничества и областничества в зеркале отечественной науки XXI в. Барнаул — Санкт-Петербург: Издательство «Сизиф», 2011. — 106 с. ISBN 978-5-905177-20-0
В. О. Ключевский: pro et contra, антология. СПб.: НП «Апостольский город — Невская перспектива», 2013. — 952 с. ISBN 978-5-93112-009-6
Многоликая современность. Сборник к 60-летию доктора философских наук, профессора Владимира Вячеславовича Козловского. СПб.: Интерсоцис, 2014. — 344 с. ISBN 978-5-94348-073-7
Вспоминая философский факультет… СПб.: Санкт-Петербургское философское общество, 2015. — 464 с. ISBN 978-5-93597-116-8
В. О. Ключевский: воспоминания и исследования. СПб.: Издательство Политехнического университета, 2017—265 с. ISBN 978-5-7422-5667-0
Академик А.С. Лаппо-Данилевский в памяти научного сообщества : [сборник] / редкол. : В.В. Козловский, Р.Г. Браславский, К.Ю. Лаппо-Данилевский, А.В. Малинов, Е.А. Ростовцев ; отв. ред. : В.В. Козловский, А.В. Малинов. – СПб. : Интерсоцис, 2019. – 892 с. ISBN 978-5-94348-074-4
Интеркультурная философия: полилог традиций: Сб. трудов конференции / Отв. ред.: А. В. Малинов, А. Е. Рыбас. СПб.: Интерсоцис, 2020. — 287 с. DOI 10.31119/interculturalphilosophy2020. ISBN 978-5-94348-076-8
Цивилизационное многообразие современного мира. / отв. ред. Р. Г. Браславский, А.В. Малинов. М.: ФНИСЦ РАН, 2024. – 465 с. ISBN 978-5-89697-439-0 DOI: 10.19181/monogr.978-5-89697-439-0.2024
Кумандинский сборник / отв. ред. А.В. Малинов. СПб.: Интерсоцис, 2024. - 255 с. ISBN 978-5-94348-081-2 DOI: 10.31119/book.978-5-94348-081-2.2024
Списки научных работ представлены на сайте философского факультет СПбГУ, сайте Антропология